# Psychotria pubiflora
Psychotria pubiflora là một loài thực vật có hoa trong họ Thiến thảo. Loài này được (A.Gray) Fosberg miêu tả khoa học đầu tiên năm 1942.